# Moriyama Einosuke
Pour les articles homonymes, voir Moriyama (homonymie).
Moriyama Einosuke est un nom japonais traditionnel ; le nom de famille (ou le nom d'école), Moriyama, précède donc le prénom (ou le nom d'artiste).
Moriyama Einosuke (森山 栄之助, 10 juillet 1820-4 mai 1871) est un samouraï à l'époque du shogunat Tokugawa et un interprète du néerlandais et de l'anglais. Il étudie l'anglais auprès de Ranald MacDonald, et en tant qu'« interprète en chef du néerlandais » est un des principaux intervenants dans les négociations avec le commodore Perry concernant l'ouverture du Japon au monde extérieur.
Samuel Wells Williams, membre de la deuxième visite de Perry note en 1854 :

« Un interprète nouveau et supérieur nommé Moriyama Yenosuke est venu avec Saborosuke […] Il parle anglais assez bien pour rendre tout autre interprète inutile et cela aidera grandement nos relations. Il […] a demandé si Ronald McDonald [sic] allait bien ou si nous le connaissions. […] et nous donne à tous une bonne impression relativement à son éducation et à son origine (Williams, 3 mars 1854, p. 120),,. »

## Source de la traduction
- (en) Cet article est partiellement ou en totalité issu de l’article de Wikipédia en anglais intitulé « Moriyama Einosuke » (voir la liste des auteurs).